# Distrito de Punakha
El Distrito de Punakha (སྤུ་ན་ཁ་) es uno de los veinte distritos en que se divide Bután. Cubre un área de 6.040 km² y albergaba una población de 16.700 personas en 1985. Su capital es Punakha.

## Cultura
Pungtang Dechen Phodrang Dzong, en Punakha, centro administrativo y religioso del distrito, es la sede invernal del Dratshang Lhentshog (Cuerpo Central de Monjes) de Bután. Desde la década de 1680, en el dzong también se vela continuamente el cuerpo terrenal de Shabdrung Ngawang Namgyal, fundador del país, que yace en una cámara especial del dzong. Punakha Dzong fue la capital de Bután en tiempos de Shabdrung Ngawang Namgyal. El dzong de Punakha es uno de los más históricos de todo el país. Construido por Shabdrung Ngawang Namgyal en el siglo XVII, está situado entre la confluencia de dos ríos: Pho Chhu (macho) y Mo Chhu (hembra).

## Localidades
El distrito de Punakha está dividido en nueve localidades:
- Chhubu
- Dzomo
- Goenshari
- Guma
- Kabjisa
- Lingmukha
- Shenga Bjime
- Talo
- Toewang

## Geografía
Más de la mitad del distrito de Punakha (los gewogs de Chhubu, Goenshari, Kabisa y Toewang) se halla dentro del Parque Nacional Jigme Dorji, una de las zonas protegidas de Bután. El dzongkhag también contiene corredores biológicos a lo largo de la frontera con el distrito de Thimphu.

## Referencias

Distrito de Punakha
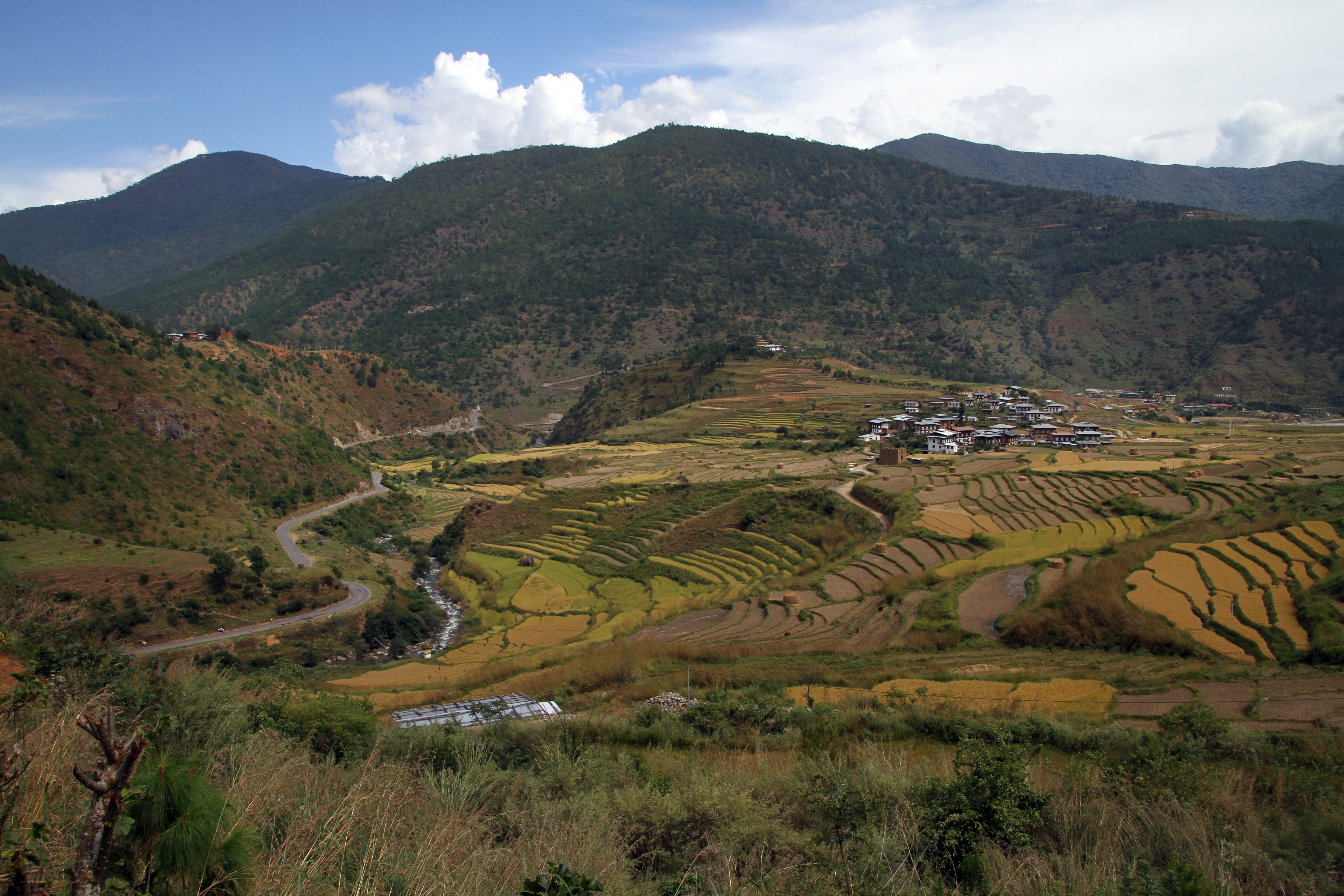
Punakha
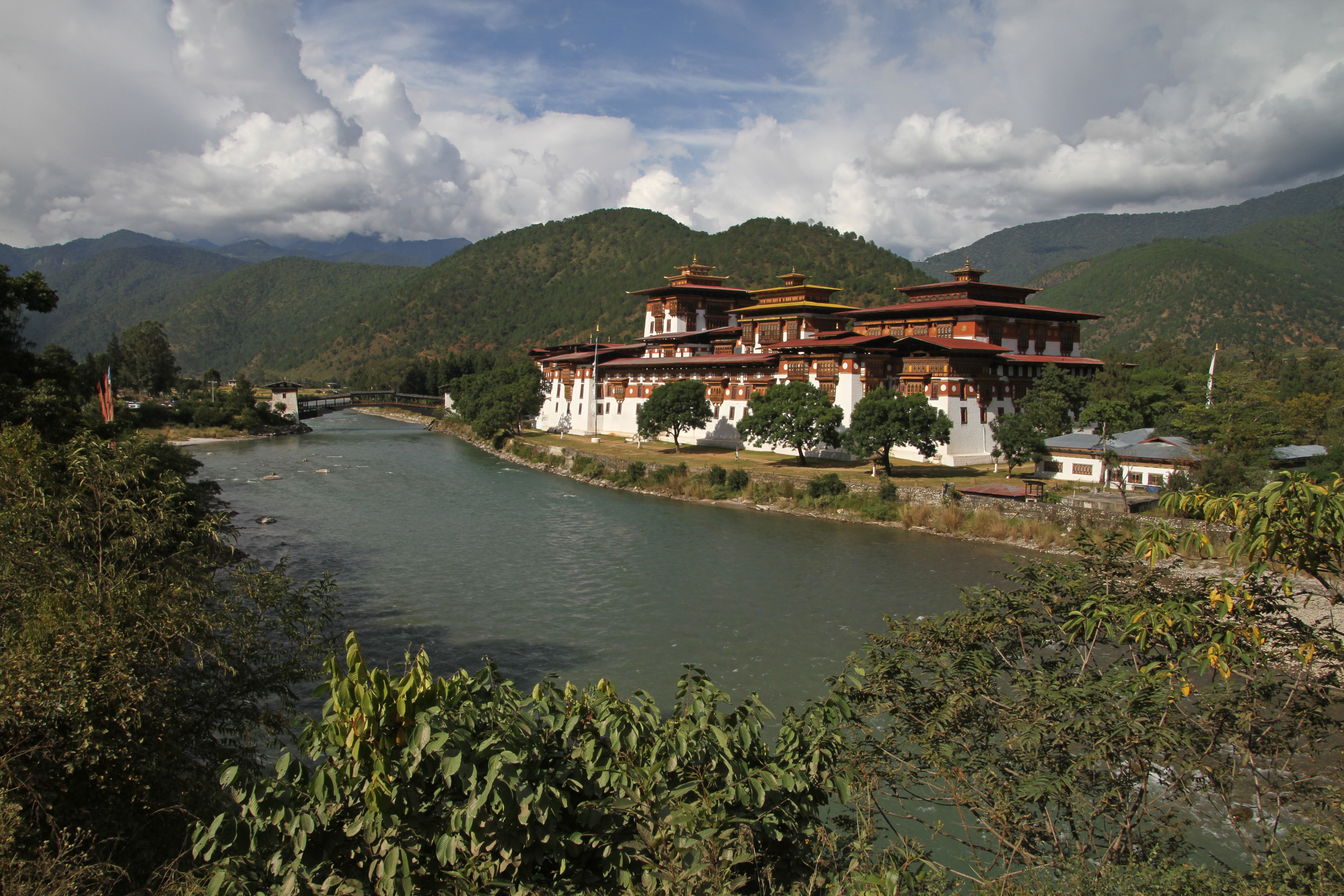
Dzong
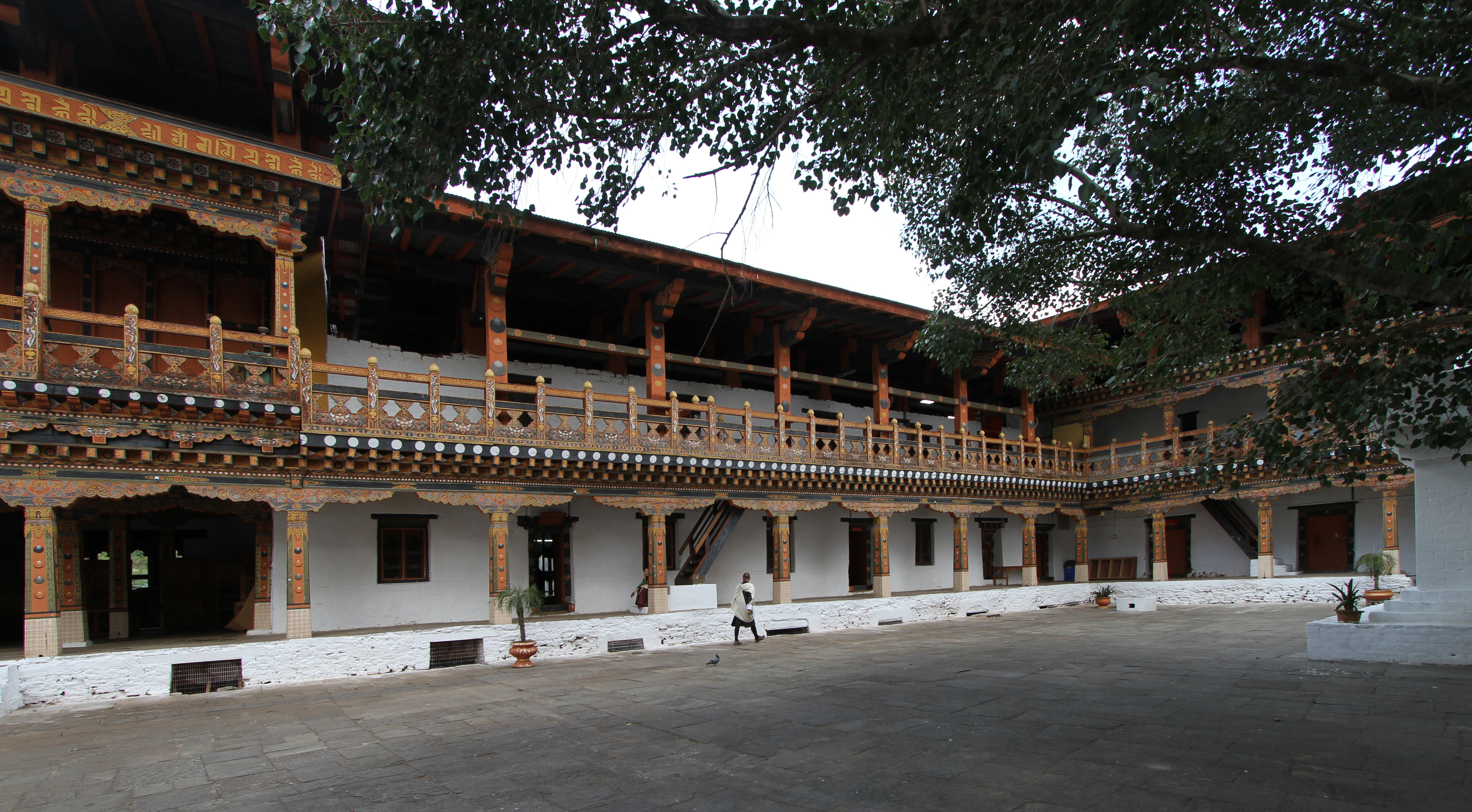
Dzong
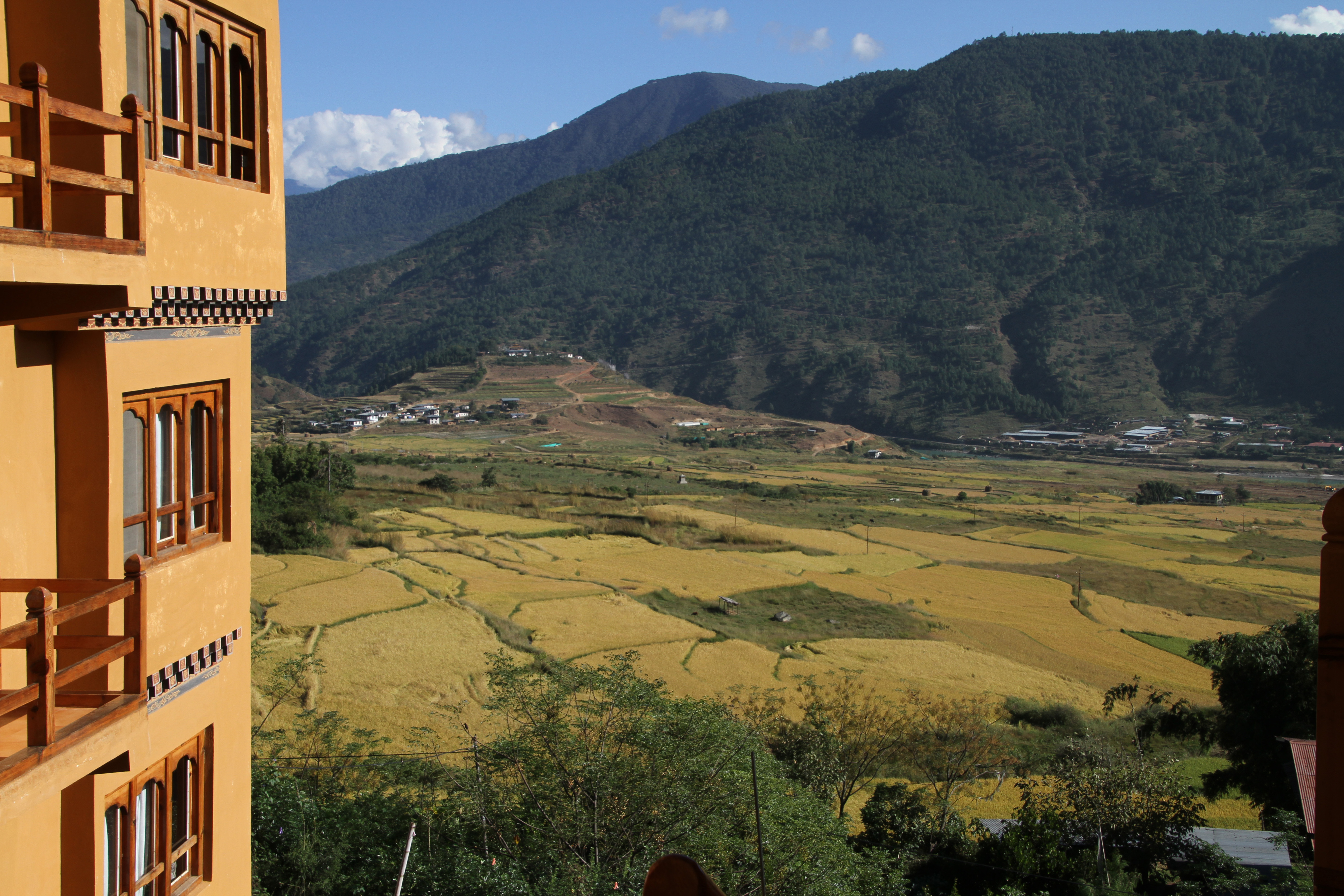
Lobesa
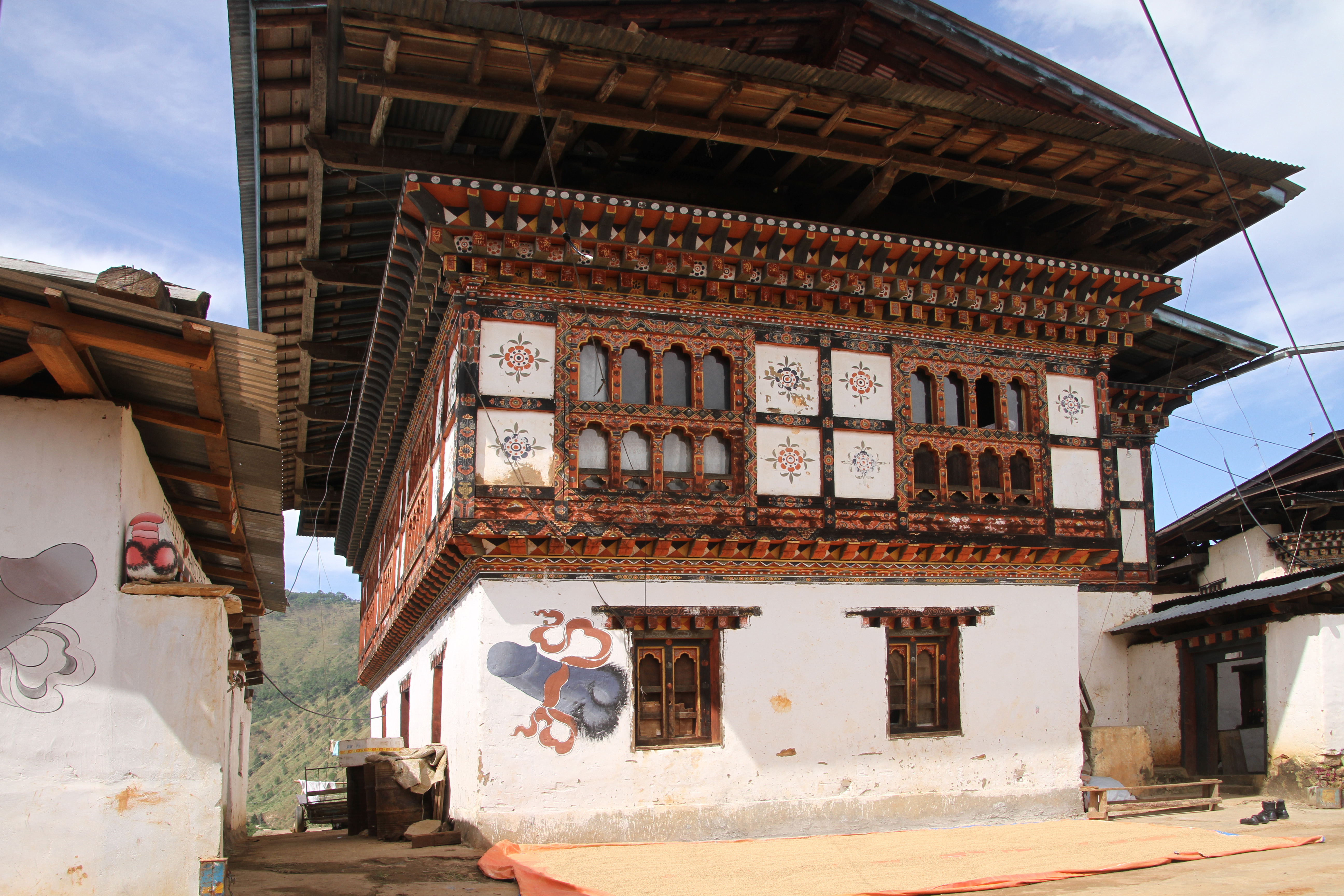
Sopsokha
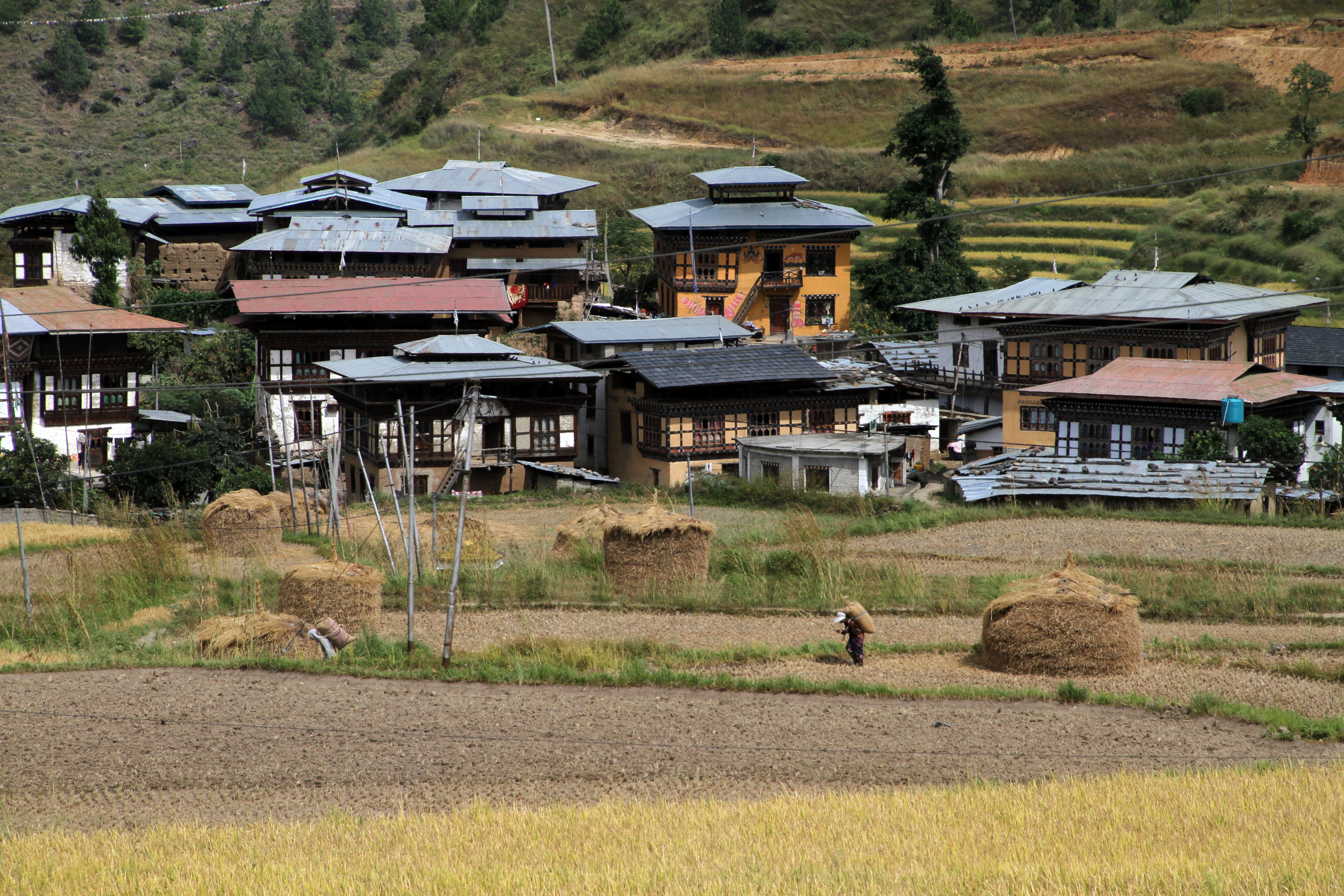
Yowakha
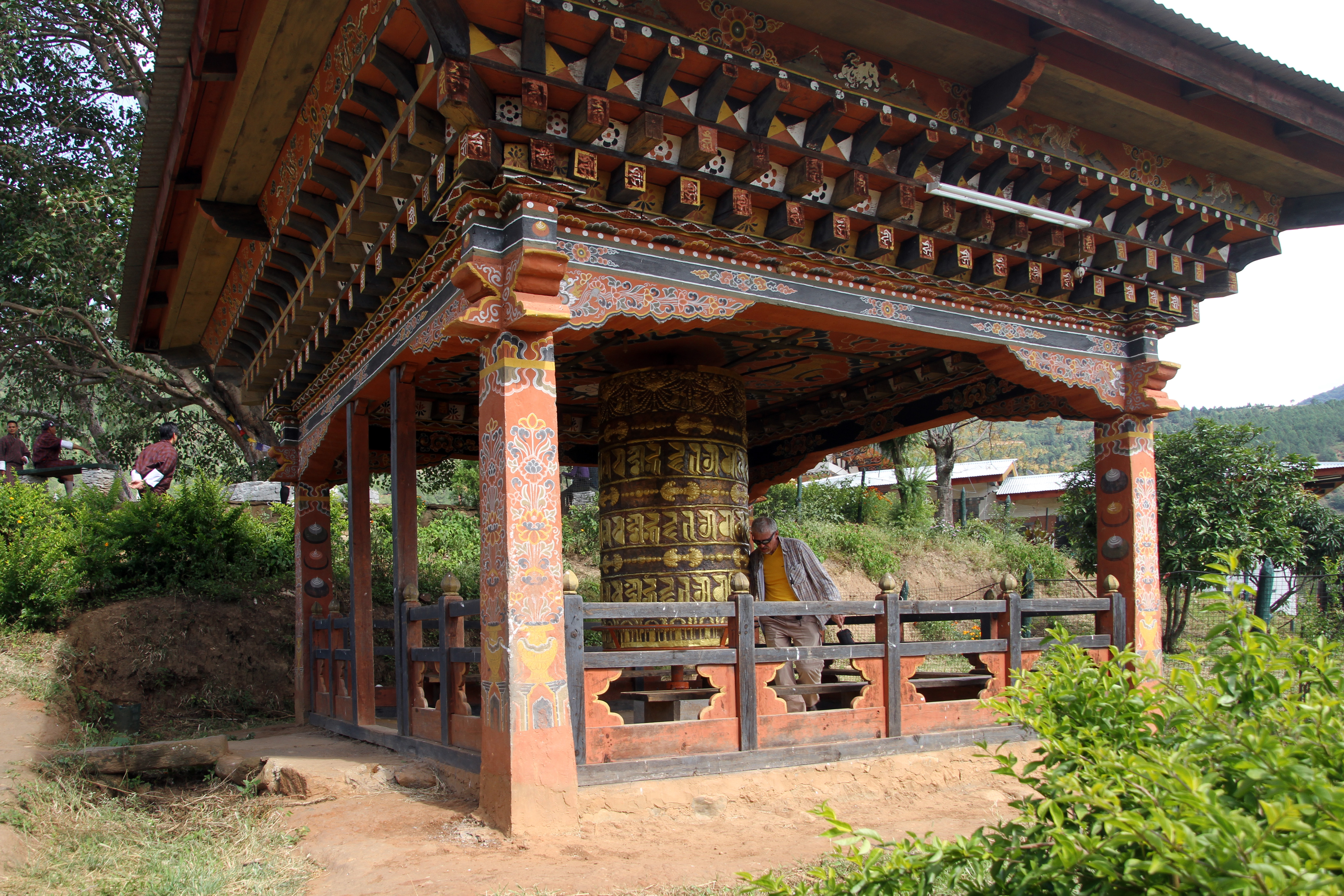
Chime Lhakhang